# Municipio Cedeño (Bolívar)
El Municipio Cedeño es uno de los once municipios del Estado Bolívar, Venezuela. Su población según censo de 2011 es de 105 469 habitantes. Tiene 6 de las 37 parroquias de dicho estado, y su capital es Caicara del Orinoco. Recibe el nombre del prócer de la independencia, Manuel Cedeño.

## Geografía

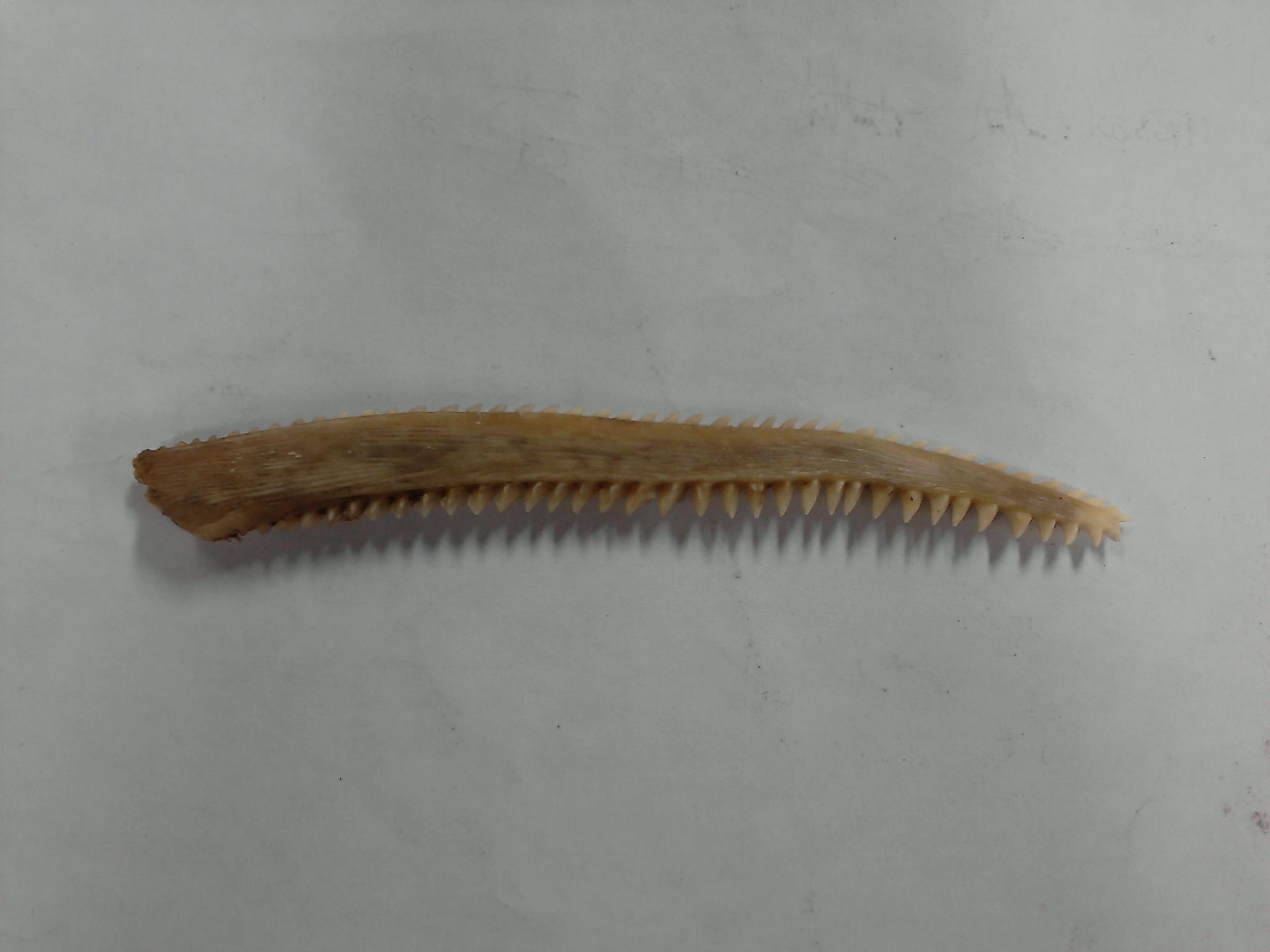
Resto arqueológico prehistórico, aleta de pez. Edo. Bolívar, La Urbana

El municipio Cedeño, está situado en 4° y 8° de latitud norte y 64° y 67.30° de longitud oeste. Este municipio cubre 46 020 km².

### Límites
- Al norte: con los estados Estado Anzoátegui, Guárico y Apure.
- Al sur: con el estado Amazonas.
- Al este: con el municipio Sucre, perteneciente al estado Bolívar.
- Al oeste: con el estado Apure.

### Organización parroquial
El municipio se encuentra dividido en 6 parroquias:
| Parroquia           | Superficie | Población   | Densidad     |
| ------------------- | ---------- | ----------- | ------------ |
| Altagracia          | km²        | 1.477 hab.  | hab./km²     |
| Ascensión Farreras  | km²        | 7.040 hab.  | hab./km²     |
| Caicara del Orinoco | km²        | 39.054 hab. | hab./km²     |
| Guaniamo            | km²        | 946 hab.    | hab./km²     |
| La Urbana           | km²        | 4.710 hab.  | hab./km²     |
| Pijiguaos           | km²        | 13.773 hab. | hab./km²     |
| Municipio Cedeño    | 46.020 km² | 66.315 hab. | 2,2 hab./km² |

## Demografía
La población del municipio era de más de 95 000 personas en 2001. Actualmente tiene 98 000 habitantes, casi la misma cantidad de población que el Estado Amazonas de Venezuela.
En el municipio viven dos importantes comunidades de etnias originarias. Los principales grupos autóctonos son los panares, los joti y los piaroas. Estos grupos hablan, respectivamente, los idiomas panare, hoti y piaroa.

## Clima
La temperatura promedio del municipio es de 22 °C. El mes más cálido es marzo, con 24 °C, y el más frío es julio, con 20 °C. La precipitación media es de 2.476 milímetros al año. El mes más lluvioso es agosto, con 406 milímetros de lluvia, y el más seco es enero, con 22 milímetros.
La temperatura más baja que se ha registrado en Municipio Cedeño ha sido -12 °C.

## Cultura

### Festividades
El municipio cuenta con varios diversos encantos culturales y naturales, que atraen a varios turistas, al igual que su artesanía municipal y regional. Sus principales festividades son:
- Nuestra Señora de la Luz.
- Carnaval de Caicara del Orinoco.
- La feria de la Coroba.
- La feria de los coroberos.

## Economía
Aunque la mayor parte de la población del municipio se dedica a actividades agrícolas y pecuarias, la región cuenta con una amplia riqueza en recursos naturales, distribuidos en gran parte de su geografía. Entre los minerales de alto valor industrial y estratégico destacan los yacimientos de diamante en la zona de Guaniamo y el oro en Sipao y otras áreas aledañas.
En la parroquia Los Pijiguaos se concentran importantes reservas de coltán, estaño, caolín, granito y bauxita, que constituyen una base potencial para el desarrollo de la minería y la industria nacional. Asimismo, existen diversos tipos de arenas y granzas, explotadas principalmente con fines vinculados al sector de la construcción.

## Gastronomía
La Coroba es una palmera autóctona del Municipio Cedeño, cuyo fruto forma parte de la tradición culinaria de la región en preparaciones como la  "Arepa de Coroba".  El Pijiguao es una palma también autóctona de la región, de la que se recolecta su fruto para comerse como merienda. El cogollo tierno se cosecha para extraer el palmito muy apreciado en la gastronomía venezolana.

## Medios de comunicación
Además de las televisoras nacionales y de los canales regionales que cubren la región guayanesa, en Caicara del Orinoco se encuentra un canal televisivo comunitario llamado Oritvisión; por otra parte, hay muy pocos medios comunicacionales (las cadenas televisivas, radiales e impresas tanto de carácter regional como nacional) que cubran a este municipio de forma permanente.

## Política y gobierno

### Alcaldes
| Período     | Alcalde             | Partido político / Alianza | % de votos | Notas |
| ----------- | ------------------- | -------------------------- | ---------- | --- |
| 1989 - 1992 | Luis Americo Matute | AD                         | 51,63      | Primer alcalde bajo elecciones directas |
| 1992 - 1995 | Luis Americo Matute | AD                         | 37,02      | Reelecto |
| 1995 - 2000 | Lucas Corvo         | Copei                      | -          | Segundo alcalde bajo elecciones directas (se realizaron elecciones generales adelantadas en el 2000 debido a la aprobación de la Constitución de 1999) |
| 2000 - 2004 | Ismael Ortuño       | MIINDIENTE                 | 36,76      | Tercer alcalde bajo elecciones directas |
| 2004 - 2008 | Luis Troconiz       | MIUCYG                     | 25,19      | Cuarto alcalde bajo elecciones directas |
| 2008 - 2013 | Milton Tovar        | PSUV                       | 34,00      | Quinto alcalde bajo elecciones directas (se postergan 1 año las elecciones municipales pautadas para finales del 2012)                                 |
| 2013 - 2017 | Igor Falcón         | MEP                        | 48,17      | Sexto alcalde Bajo elecciones directas |
| 2017 - 2021 | Rafael Gutiérrez    | PSUV                       | 63,42      | Séptimo alcalde bajo elecciones directas |
| 2021 - 2025 | Milton Tovar        | PSUV                       | 54,55      | Octavo alcalde bajo elecciones directas |

### Concejo municipal
Periodo 2021 - 2025
| Concejales:    | Partido político / Alianza |
| -------------- | -------------------------- |
| José Pérez     | PSUV                       |
| Carmen Acosta  | PSUV                       |
| Dora Bravo     | PSUV                       |
| Mirna Barrios  | PSUV                       |
| Luis Zerpa     | PSUV                       |
| Henry Vázquez  | MUD                        |
| Carmen Yanibal | (Representación indígena)  |